# Archiefwetenschap
Archiefwetenschap of archivistiek is de studie van het vastleggen van doelgericht verzamelde menselijke kennis. Archivistiek kent de bijbehorende beroepen archivaris(te), archiefmedewerker en documentaire informatiespecialist of documentalist. Archiefwetenschap moet worden onderscheiden van bibliotheekwetenschap, dat de studie is van het logisch ordenen en documenteren van de menselijke kennis.
Elke organisatie (overheidsorgaan, instelling, bedrijf of zelfs een persoon) is verantwoordelijk voor zijn handelen tegenover collega's, werknemers, cliënten, de belastingen, de kiezers. Daarvoor is een archief onontbeerlijk. Het archief vormt de neerslag van dat handelen en de bron voor die verantwoordelijkheid. De studie naar het ontstaan van dat archief en het onderzoeken van de factoren waarom dat ene stukje informatie wél en het andere stukje níet wordt bewaard is archivistiek. Daarbij is onderzoek naar de institutionele geschiedenis van de organisatie die het archief vormde onontbeerlijk.
De werkprocessen en handelingen, op grond waarvan archiefstukken worden gevormd, geven aan een archief context en structuur en aan de archiefstukken hun vorm. De archiefwetenschap richt zich op context, structuur en vorm, zoals bepaald door de werkprocessen. Het richt zich dus niet in de eerste plaats op de inhoud van het document. Context, structuur en vorm moeten in de loop der tijd behouden blijven of minstens gereconstrueerd kunnen worden. De aandacht voor context, structuur en behoud voor de toekomst kenmerkt de archiefwetenschap ten opzichte van de documentaire informatiewetenschap.
De Duitse aristocraat Jacob von Rammingen (1510-1582) was historisch de vader (vroegste voorganger) van deze academische traditie. (Jacob von Rammingen, The earliest predecessors of archival science - Jacob von Rammingen's two manuals of registry and archival management, printed in 1571, translated by JBLD Strömberg. Lund: Wallin & Dalholm, Lundaboken. 2011.)
De officiële archivistische terminologie (Archiefterminologie voor Nederland en Vlaanderen) is onder andere terug te vinden in de Archiefwiki (zie de externe links).

## Technieken
De technieken die door deze wetenschap ontwikkeld zijn:
- inventariseren
  - ordenen
  - ontsluiten (d.i. vindbaar en toegankelijk maken)
    - beschrijvend
    - op metadata
- indexeren en regesten maken
- selecteren
- waarderen

## Onderwijs en onderzoek
- De duale master archiefwetenschap aan de Universiteit van Amsterdam
- Master archivistiek (archival studies) aan de Universiteit Leiden
- De Archiefschool is het Nederlands instituut voor archiefonderwijs en -onderzoek en verzorgt opleidingen tot archivaris in samenwerking met de Universiteit van Amsterdam en de Hogeschool van Amsterdam
- Een master in de archivistiek (een master-na-masteropleiding) bestaat als samenwerkingsverband tussen de universiteiten van Leuven, Gent, Brussel en Antwerpen.